# ولیو پارتنرز
ولیو پارتنرز (انگلیسی: Value Partners) شرکت خدمات مالی هنگ کنگی است، که در سال ۱۹۹۳ تأسیس شد.